# Anderson Martins
Anderson Vieira Martins (Fortaleza, 21 agosto 1987) è un ex calciatore brasiliano, di ruolo difensore.

## Palmarès

### CompetiIoni statali
- Campionato Baiano: 4

Vitória: 2007, 2008, 2009, 2010

### Competizioni nazionali
- Coppa del Brasile: 1

Vasco da Gama: 2011